# Ben Cramer
Ben Cramer (született: Bernardus Kramer, Amszterdam, 1947. február 17.) holland énekes, aki Hollandiát képviselte az 1973-as Eurovíziós Dalfesztiválon.

## Pályafutása
Amszterdamban született. 1966-ban bukkant fel a televízióban a Sparklings együttessel, Annie de Reuver énekesnő segítette hozzá egy lemezszerződéshez. Első kislemeze a Zai zai zai volt 1967-ben, amely a holland slágerlisták hetedik helyére futott be. Később Dans met mij című számával is hetedik helyet ért el, melyet számtalan sikeres dal követett. Egyik legismertebb slágere a De Clown 1971-ből.
1970-ben indult először az Eurovíziós Dalfesztivál holland előválogatóján Julia c. dalával, mellyel negyedik helyezést ért el. 1973-ban a De oude muzikanttal sikerült bejutnia a döntőbe, Luxemburgban tizenhét dal közül a 14. helyen végzett. 1981-ben a Marianne és a Retour c. számokkal indult a holland válogatón, de nem jutott ki a fesztiválra. 1988-ban ő volt a dalverseny holland kommentátora.
Alles is anders c. száma 1980-ban még slágerlistát lett. 1989-ben Juan Perón szerepében tűnt fel az Evita c. musicalben, de szerepelt a Chicagóban és Az operaház fantomjában is.

## Fordítás
- Ez a szócikk részben vagy egészben  a   Ben Cramer című angol Wikipédia-szócikk fordításán alapul.  Az eredeti cikk szerkesztőit annak laptörténete sorolja fel. Ez a jelzés csupán a megfogalmazás eredetét és a szerzői jogokat jelzi, nem szolgál a cikkben szereplő információk forrásmegjelöléseként.

## Külső hivatkozások
- Hivatalos honlap